# Bang Phlat
Bang Phlat (thailändisch บางพลัด, Aussprache: [bāːŋ pʰlát]) ist eine der 50 Bezirke (Khet) in Bangkok, der Hauptstadt von Thailand. Bang Phlat ist ein Stadtdistrikt am nördlichen Westufer des Mae Nam Chao Phraya (Chao-Phraya-Fluss).

## Geographie
Bang Phlat wird im Norden begrenzt von der südlichen Eisenbahnlinie, im Osten vom Mae Nam Chao Phraya und im Süden von den Straßen (Thanon) Somdet Phra Pin Klao und von der Borommaratchachonnani.
Die benachbarten Bezirke sind im Uhrzeigersinn von Norden aus: Amphoe Bang Kruai in der Provinz Nonthaburi, Bang Sue, Dusit, Phra Nakhon, Bangkok Noi und Taling Chan in Bangkok.

## Geschichte
Bang Phlat war einer der 25 Distrikte, die 1925 eingerichtet wurden, als die inneren Distrikte Bangkoks reorganisiert wurden.
Im Jahr 1938 wurde er zu einem Unterbezirk von Bangkok Noi.
Im Jahr 1989 wurde der Bang Phlat mit vier Unterbezirken, die von Bangkok Noi ausgegliedert wurden, neu errichtet.
Der Bereich westlich der Thanon Borommaratchachonnani und Somdet Phra Pin Klao Road wurde 1991 wieder nach Bangkok Noi eingegliedert.

## Sehenswürdigkeiten
- Rama-VIII.-Brücke
- Wat Kharuehabodi (วัดคฤหบดี)
- Wat Bowon Mongkhon (วัดบวรมงคล)

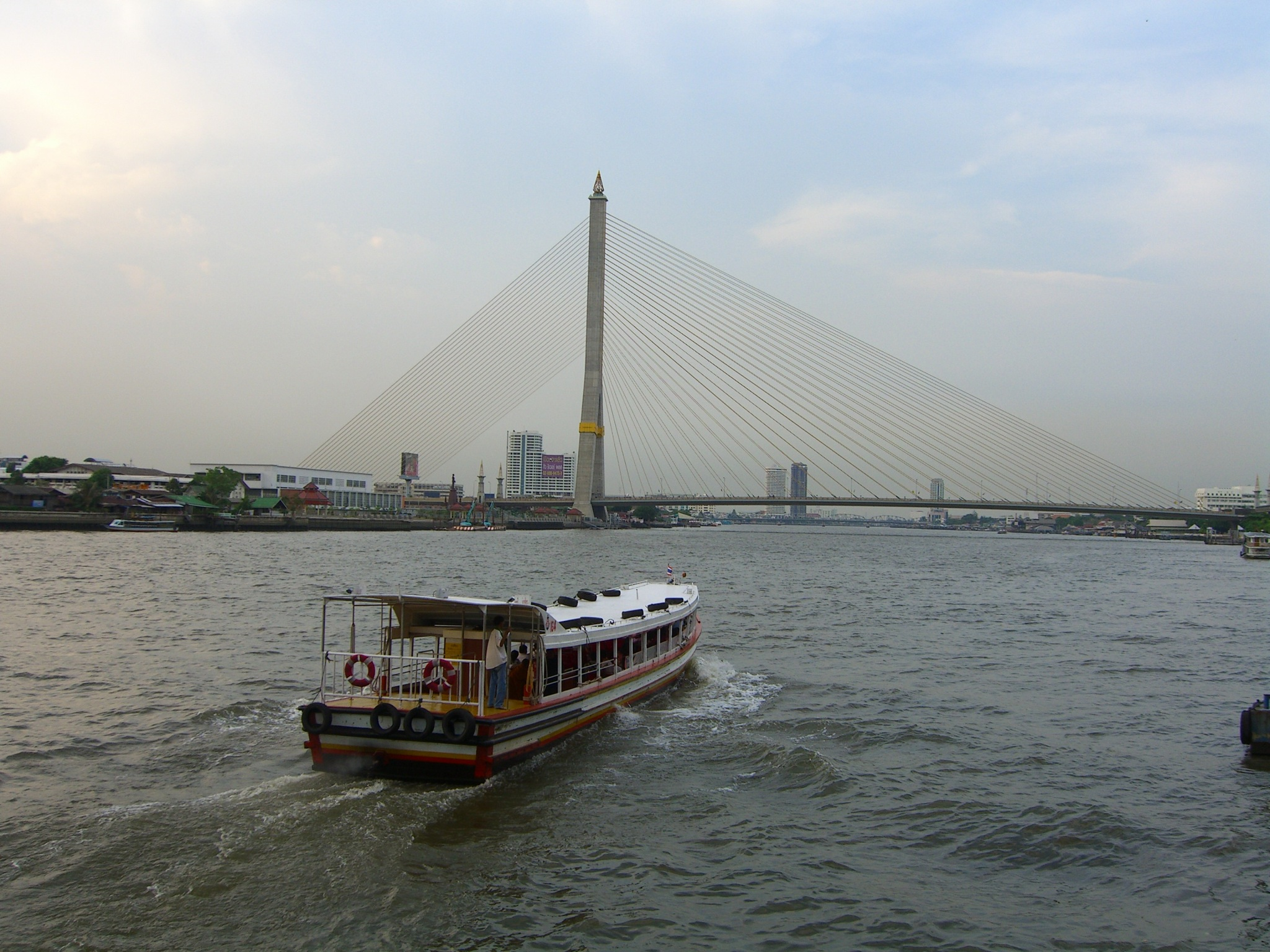
Wassertaxi auf dem Chao Phraya, im Hintergrund die Rama-VIII.-Brücke

- Wat Bang Yi Khan (วัดบางยี่ขัน) – Tempel aus der Ayutthaya-Periode mit hervorragenden Wandgemälden im Ubosot.

## Verkehr
Durch den Bezirk führt die blaue Linie der Bangkoker U-Bahn (MRT) mit den Stationen Bang O, Bang Phlat, Sirindhorn und Bang Yi Khan. Ihr Verlauf entspricht dem der Thanon Charan Sanitwong.
Fünf Brücken verbinden Bang Phlat mit dem anderen Ufer des Chao-Phraya-Flusses: von Nord nach Süd sind dies die Phra-Pokklao-Brücke, Rama-VI.-Brücke (Eisenbahn), Krung Thon-Brücke, Rama-VIII.-Brücke und die Phra-Pinklao-Brücke.

## Verwaltung
Der Bezirk ist in vier Unterbezirke (Khwaeng) gegliedert:
| Nr. | Name Khwaeng | Thai    | Einw.  |
| --- | ------------ | ------- | ------ |
| 1.  | Bang Phlat   | บางพลัด  | 25.557 |
| 2.  | Bang O       | บางอ้อ   | 26.248 |
| 3.  | Bang Bamru   | บางบำหรุ | 19.545 |
| 4.  | Bang Yi Khan | บางยี่ขัน  | 26.763 |